# Dias Kalen
Dias Kuanyszuły Kalen (kaz. Диас Қуанышұлы Кален; ur. 7 stycznia 1998) – kazachski zapaśnik walczący w stylu klasycznym. Zajął dziewiąte miejsce na mistrzostwach świata w 2022 roku. 
Złoty medalista mistrzostw Azji w 2023 i srebrny w 2022 roku.